# 懦弱龍屬
懦弱龍屬（學名：Ignavusaurus）是基礎型蜥腳形亞目恐龍的一屬，生存於侏儸紀早期的賴索托。化石發現於上艾略特組（Upper Elliot Formation），地質年代可能屬於赫塘阶。
正模標本（編號BM HR 20）是一個關節仍連階的部分身體骨骼。根據這個標本，懦弱龍的身長估計約為1.5公尺，體重約為25.5公斤。根據股骨與肱骨的組織學，顯示懦弱龍是個成長快速的個體，研究人員推測，正模標本個體的年齡可能少於一歲。
在2010年，這些化石被敘述、命名，模式種是拉氏懦弱龍（I. rachelis）。屬名意為「懦弱的蜥蜴」，因為化石發現地Ha Ralekoala在當地語言意為「懦弱之父的所在地」；種名則是以古生物學家Raquel López-Antoñanzas為名。
懦弱龍可能是大椎龍的異名。但另一個親緣分支分類法研究則認為懦弱龍是有效屬，屬於大腳類演化支，跟莎拉龍（Sarahsaurus）是最近親。